# هنري آدامز تومسون
هنري آدامز تومسون (بالإنجليزية: Henry Adams Thompson)‏ هو سياسي أمريكي، ولد في 23 مارس 1837، وتوفي في 8 يوليو 1920.